# Annibale in Bitinia
Annibale in Bitinia è un'opera in due atti di Giuseppe Nicolini, su libretto di Luigi Prividali. La prima rappresentazione ebbe luogo al Teatro Nuovo di Padova il 3 febbraio 1821.

## Trama
La storia segue le vicende di Annibale, un tempo stratego supremo di Cartagine, ora sconfitto e in fuga dall'autorità romana, rappresentata dal proconsole Flamminino. Braccato, egli si rifugia presso la corte di Bitinia, guidata dal re Prusia, che non intende affatto cedere ai Romani, anche perché ha ricevuto dallo stesso Annibale la mano di sua figlia Barsene, che ha recato con sé. La situazione ben presto si complica perché Flamminino si palesa quale pretendente alla mano di Barsene, memore di un'antica relazione ormai finita. Prusia è combattuto se cedere alle richieste di Flamminino di consegnargli il fuggitivo, ricevendo peraltro in cambio il governo dell'Asia tutta; nel contempo, Flamminino, ospitato presso Prusia, non desiste dal corteggiare Barsene anche con la violenza, provocando l'ira furiosa di Annibale. Alla fine Prusia si lascia convincere da Barsene a non cedere al proconsole, e dunque gli schieramenti dei Bitinii e dei Romani vanno alle armi. Prusia, in uno slancio di generosità, giunge a nominare Annibale re di Bitinia; ma questi, temendo che la guerra imminente faccia vittime ingiuste fra gente innocente, decide di darsi la morte con del veleno. Prima di spirare, però, l'eroe cartaginese decide di unire in matrimonio Barsene e Prusia, lasciando scornato il furibondo Flamminino.

## Struttura musicale
- Sinfonia

### Atto I
- N. 1 - Introduzione Gran monarca, onor degli avi (Coro, Prusia)
- N. 2 - Cavatina Sì mi vegga Roma altera (Annibale)
- N. 3 - Coro e Cavatina Viva l'eccelsa donna - Se amor, virtude, e fede (Barsene, Coro)
- N. 4 - Coro Venga di Roma il nunzio
- N. 5 - Cavatina Dagli affanni ogn'alma oppressa (Flamminino, Cepione, Coro)
- N. 6 - Duetto Onor, fortuna, e vita (Annibale, Barsene)
- N. 7 - Duetto Ebben: a te ferisci (Barsene, Flamminino)
- N. 8 - Coro Qual suono è questo, cupo funesto?
- N. 9 - Finale I La benefica sua mano (Flamminino, Prusia, Licisca, Barsene, Coro, Annibale, Cepione)

### Atto II
- N. 10 - Coro Signor disperdi il fulmine (Coro, Prusia)
- N. 11 - Terzetto Dal tuo destino, il mio (Flamminino, Barsene, Annibale)
- N. 12 - Coro Senso d'onore (Coro, Prusia, Licisca, Cepione)
- N. 13 - Coro e Aria Chi nega a quel pianto - Regni in Asia; e puoi soffrire (Barsene, Coro, Prusia, Cepione)
- N. 14 - Coro Roma superba trema
- N. 15 - Aria Trema, già scoppia il fulmine (Flamminino, Coro)
- N. 16 - Coro Giuliva esulti l'Asia
- N. 17 - Finale II Giusto Ciel, che colpo è questo! (Barsene, Flamminino, Prusia, Cepione, Licisca, Coro, Annibale)